# Lévignac-de-Guyenne
Lévignac-de-Guyenne est une commune du Sud-Ouest de la France, située dans le département de Lot-et-Garonne, en région Nouvelle-Aquitaine.

## Géographie

### Localisation
La commune est limitrophe du département de la Gironde.

### Communes limitrophes
Lévignac-de-Guyenne est limitrophe de six autres communes dont l'une en Gironde et l'autre en un seul point.
Les communes limitrophes sont Saint-Pierre-sur-Dropt, Caubon-Saint-Sauveur, Taillecavat, Monteton, Saint-Avit et Saint-Géraud.
| Taillecavat (Gironde) | Saint-Pierre-sur-Dropt |                                 |
| Saint-Géraud          | Lévignac-de-Guyenne    | Monteton                        |
|                       | Caubon-Saint-Sauveur   | Saint-Avit (par un quadripoint) |

### Climat
Pour des articles plus généraux, voir Climat de la Nouvelle-Aquitaine et Climat de Lot-et-Garonne.
Historiquement, la commune est exposée à un climat océanique aquitain.  
En 2020, Météo-France publie une typologie des climats de la France métropolitaine dans laquelle la commune est exposée à un climat océanique et est dans la région climatique Aquitaine, Gascogne, caractérisée par une pluviométrie abondante au printemps, modérée en automne, un faible ensoleillement au printemps, un été chaud (19,5 °C), des vents faibles, des brouillards fréquents en automne et en hiver et des orages fréquents en été (15 à 20 jours).
Pour la période 1971-2000, la température annuelle moyenne est de 13 °C, avec une amplitude thermique annuelle de 15,1 °C. Le cumul annuel moyen de précipitations est de 813 mm, avec 11,6 jours de précipitations en janvier et 6,8 jours en juillet. Pour la période 1991-2020, la température moyenne annuelle observée sur la station météorologique la plus proche, située sur la commune de Port-Sainte-Foy-et-Ponchapt à 24 km à vol d'oiseau, est de 13,8 °C et le cumul annuel moyen de précipitations est de 809,4 mm,. Pour l'avenir, les paramètres climatiques de la commune estimés pour 2050 selon différents scénarios d’émission de gaz à effet de serre sont consultables sur un site dédié publié par Météo-France en novembre 2022.

## Urbanisme

### Typologie
Au 1er janvier 2024, Lévignac-de-Guyenne est catégorisée commune rurale à habitat très dispersé, selon la nouvelle grille communale de densité à sept niveaux définie par l'Insee en 2022.
Elle est située hors unité urbaine. Par ailleurs la commune fait partie de l'aire d'attraction de Marmande, dont elle est une commune de la couronne,. Cette aire, qui regroupe 48 communes, est catégorisée dans les aires de 50 000 à moins de 200 000 habitants,.

### Occupation des sols

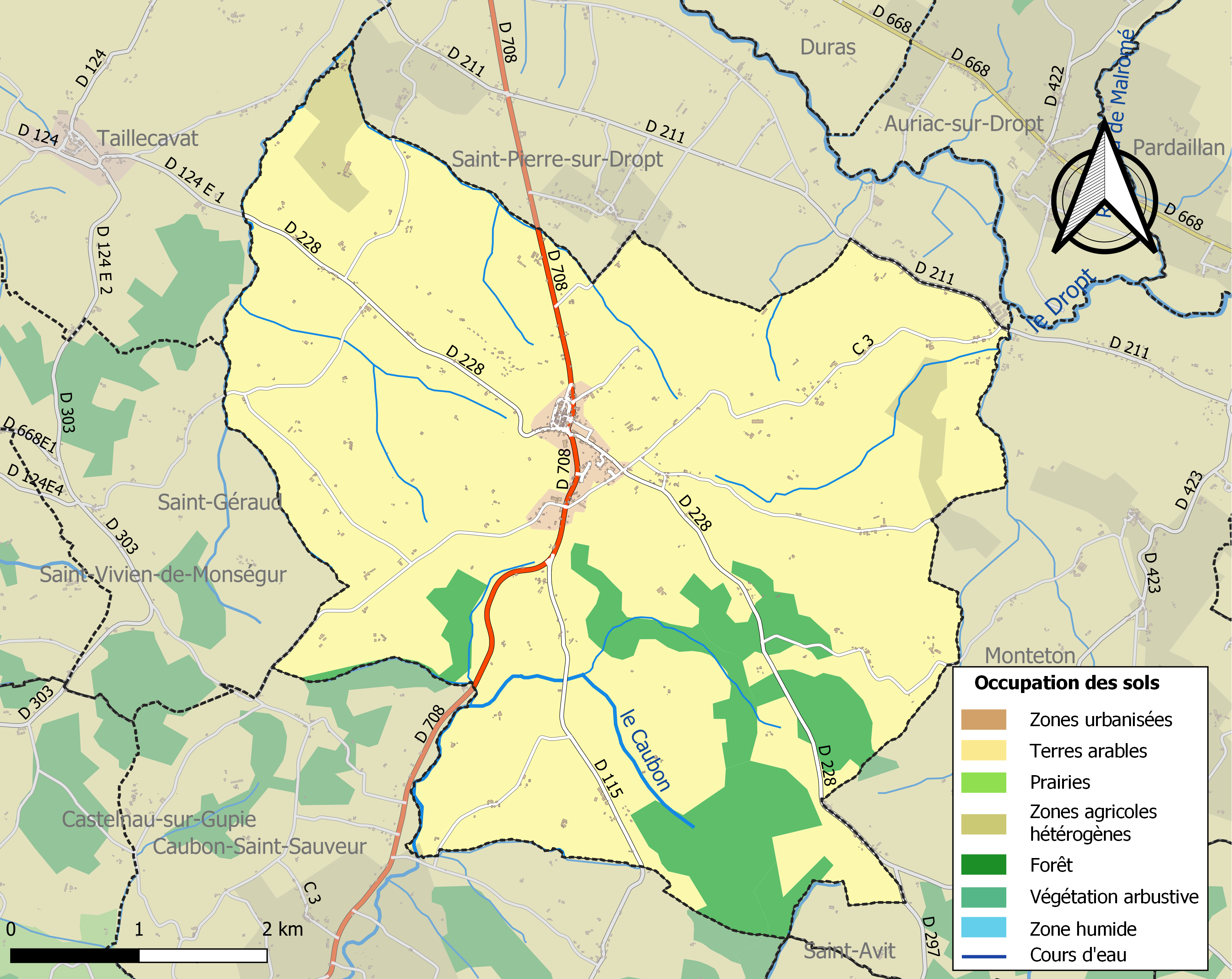
Carte des infrastructures et de l'occupation des sols de la commune en 2018 (CLC).

L'occupation des sols de la commune, telle qu'elle ressort de la base de données européenne d’occupation biophysique des sols Corine Land Cover (CLC), est marquée par l'importance des territoires agricoles (87,3 % en 2018), une proportion sensiblement équivalente à celle de 1990 (87,7 %). La répartition détaillée en 2018 est la suivante : 
terres arables (84,6 %), forêts (11 %), zones agricoles hétérogènes (2,7 %), zones urbanisées (1,7 %). L'évolution de l’occupation des sols de la commune et de ses infrastructures peut être observée sur les différentes représentations cartographiques du territoire : la carte de Cassini (XVIIIe siècle), la carte d'état-major (1820-1866) et les cartes ou photos aériennes de l'IGN pour la période actuelle (1950 à aujourd'hui).

### Risques majeurs
Le territoire de la commune de Lévignac-de-Guyenne est vulnérable à différents aléas naturels : météorologiques (tempête, orage, neige, grand froid, canicule ou sécheresse), inondations, mouvements de terrains et séisme (sismicité très faible). Il est également exposé à un risque technologique, le transport de matières dangereuses. Un site publié par le BRGM permet d'évaluer simplement et rapidement les risques d'un bien localisé soit par son adresse soit par le numéro de sa parcelle.

#### Risques naturels
Certaines parties du territoire communal sont susceptibles d’être affectées par le risque d’inondation par une crue à  débordement lent de cours d'eau, notamment le Caubon. La commune a été reconnue en état de catastrophe naturelle au titre des dommages causés par les inondations et coulées de boue survenues en 1982, 1983, 1994, 1999 et 2009,.
Les mouvements de terrains susceptibles de se produire sur la commune sont des tassements différentiels.

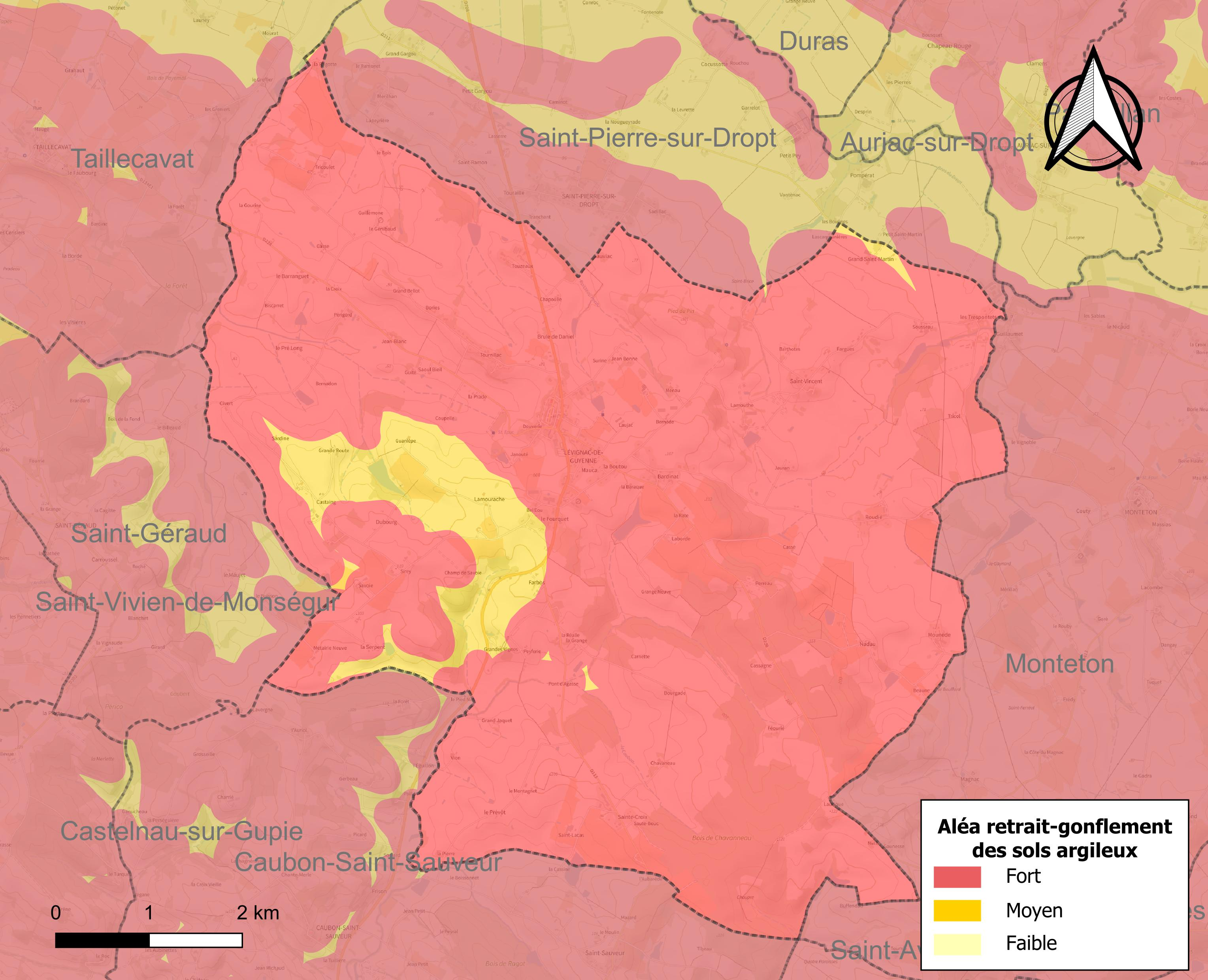
Carte des zones d'aléa retrait-gonflement des sols argileux de Lévignac-de-Guyenne.

Le retrait-gonflement des sols argileux est susceptible d'engendrer des dommages importants aux bâtiments en cas d’alternance de périodes de sécheresse et de pluie. La totalité de la commune est en aléa moyen ou fort (91,8 % au niveau départemental et 48,5 % au niveau national). Depuis le 1er octobre 2020, en application de la loi ELAN, différentes contraintes s'imposent aux vendeurs, maîtres d'ouvrages ou constructeurs de biens situés dans une zone classée en aléa moyen ou fort,.
Concernant les mouvements de terrains, la commune a été reconnue en état de catastrophe naturelle au titre des dommages causés par la sécheresse en 2003 et 2011 et par des mouvements de terrain en 1999.

## Toponymie
Le nom de la localité est attesté sous les formes Levinhaco (forme occitane latinisée) en 1284, 1326, 1513, 1520; Levygnak en 1305; Lybynhon en 1307-1317; Lévignac au XVIIe siècle (forme française).
Le nom s'est fixé sous la forme officielle avec un déterminant complémentaire : Lévignac-de-Seyches, puis Lévignac-de-Guyenne en 1929.
Il s'agit d’une formation toponymique gallo-romaine en -(i)acum,, suffixe d'origine gauloise (*-ācon < proto-celtique *-āko-) qui marque le lieu ou la propriété. La plupart des toponymistes s'accordent pour voir dans le premier élément Lévign- (occ. Levinh-), l'anthroponyme latin Levinius dérivé de Levius ou Levinus d'après Ernest Nègre.
Le nom s'est fixé sous la forme officielle avec un déterminant complémentaire : Lévignac-de-Seyches, puis Lévignac-de-Guyenne en 1929.
La Guyenne est une ancienne province. Ses limites ont fluctué au cours de l'histoire sur une partie des territoires des régions françaises Nouvelle-Aquitaine et Occitanie. Portant le titre de duché, la Guyenne avait pour capitale Bordeaux.
Le nom gascon de la commune est Levinhac de Guiana.

## Histoire
Bastide anglaise fondée en 1305 par Edouard Ier.
Avant 1806, la commune absorbe celle voisine de Sainte-Croix-et-Civert — où se situe l'église Sainte-Croix — puis, de 1839 à 1868, celle de Saint-Géraud peuplée, à l'époque, de 200 à 250 habitants.

## Politique et administration
| Période                                  | Période  | Identité        | Étiquette | Qualité     |
| ---------------------------------------- | -------- | --------------- | --------- | ----------- |
| mars 2001                                | En cours | Jean-Paul Berry |           | Agriculteur |
| Les données manquantes sont à compléter. |          |                 |           |             |

## Démographie
Les habitants sont appelés les Lévignacais
L'évolution du nombre d'habitants est connue à travers les recensements de la population effectués dans la commune depuis 1793. Pour les communes de moins de 10 000 habitants, une enquête de recensement portant sur toute la population est réalisée tous les cinq ans, les populations de référence des années intermédiaires étant quant à elles estimées par interpolation ou extrapolation. Pour la commune, le premier recensement exhaustif entrant dans le cadre du nouveau dispositif a été réalisé en 2005.

En 2022, la commune comptait 678 habitants, en évolution de +1,95 % par rapport à 2016 (Lot-et-Garonne : −0,18 %, France hors Mayotte : +2,11 %).
| 1793  | 1800  | 1806  | 1821  | 1831  | 1836  | 1841  | 1846  | 1851  |
| ----- | ----- | ----- | ----- | ----- | ----- | ----- | ----- | ----- |
| 2 160 | 1 248 | 1 430 | 1 563 | 1 586 | 1 467 | 1 768 | 1 688 | 1 702 |

| 1856  | 1861  | 1866  | 1872  | 1876  | 1881  | 1886  | 1891  | 1896  |
| ----- | ----- | ----- | ----- | ----- | ----- | ----- | ----- | ----- |
| 1 606 | 1 470 | 1 271 | 1 257 | 1 231 | 1 229 | 1 208 | 1 110 | 1 111 |

| 1901  | 1906  | 1911  | 1921 | 1926 | 1931 | 1936 | 1946 | 1954 |
| ----- | ----- | ----- | ---- | ---- | ---- | ---- | ---- | ---- |
| 1 109 | 1 065 | 1 005 | 806  | 886  | 892  | 879  | 870  | 900  |

| 1962 | 1968 | 1975 | 1982 | 1990 | 1999 | 2005 | 2006 | 2010 |
| ---- | ---- | ---- | ---- | ---- | ---- | ---- | ---- | ---- |
| 816  | 726  | 665  | 631  | 652  | 651  | 607  | 629  | 609  |

| 2015 | 2020 | 2022 | - | - | - | - | - | - |
| ---- | ---- | ---- | - | - | - | - | - | - |
| 655  | 685  | 678  | - | - | - | - | - | - |

## Économie
La commune est spécialisée dans la production de pruneaux d'Agen.

## Culture locale et patrimoine

### Lieux et monuments
- L'église Notre-Dame, dans le centre du village, a été reconstruite au XIXe siècle en style néo-gothique[29] et son clocher surmonté d'une flèche impressionnante[30].
- L'église Sainte-Croix, dans le sud du territoire communal, a été construite au XIIIe siècle en appareil de pierres et de briques[31] ; il n'en subsiste aujourd'hui que les murs de ceinture, un autel et une cuve baptismale ; l'ensemble a été dégagé d'une végétation envahissante et les vestiges réhabilités entre 1984 et 1988 par les soins des associations culturelles « Les Quatre Saisons » de Lévignac et le « CAMESIRA 47 ».
- Une halle du XVIIIe siècle trône au milieu de la place centrale de la bastide[28].
- Une croix de mission, datée de 1819, est installée le long du mur de l'école communale, face à l'église Saint-Pierre[32].

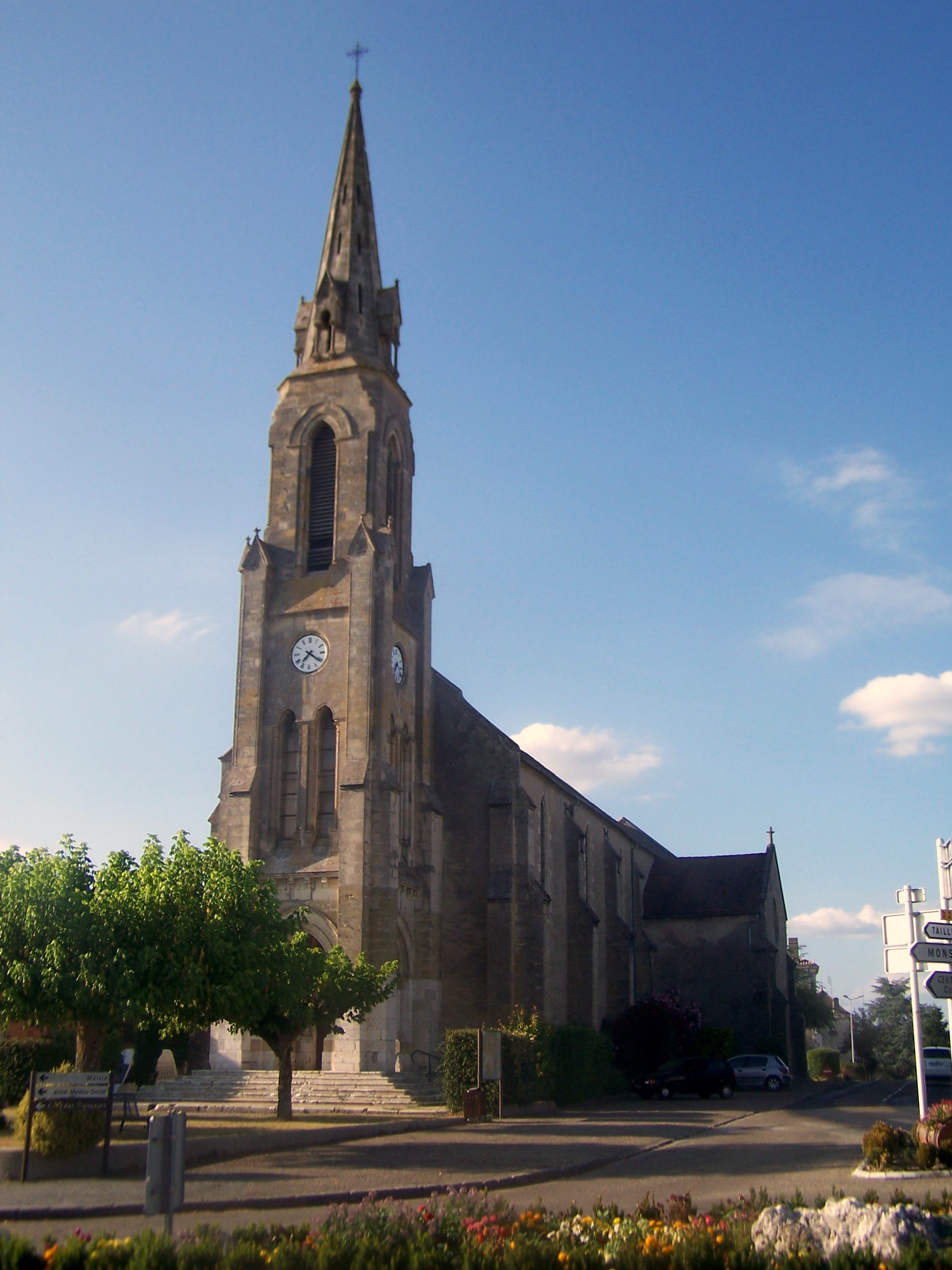
L'église Notre-Dame (juillet 2015)
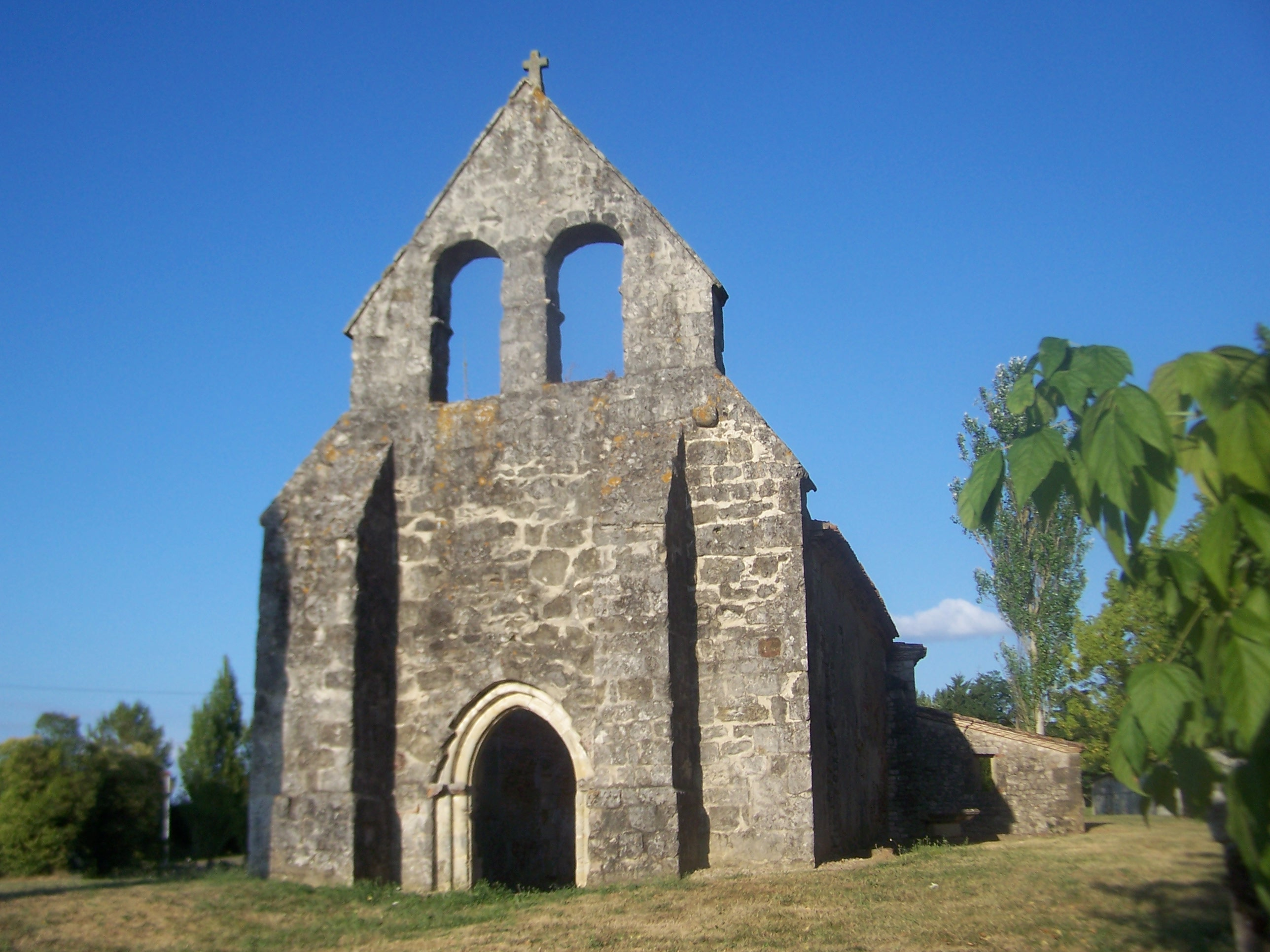
L'église Sainte-Croix (juillet 2015)
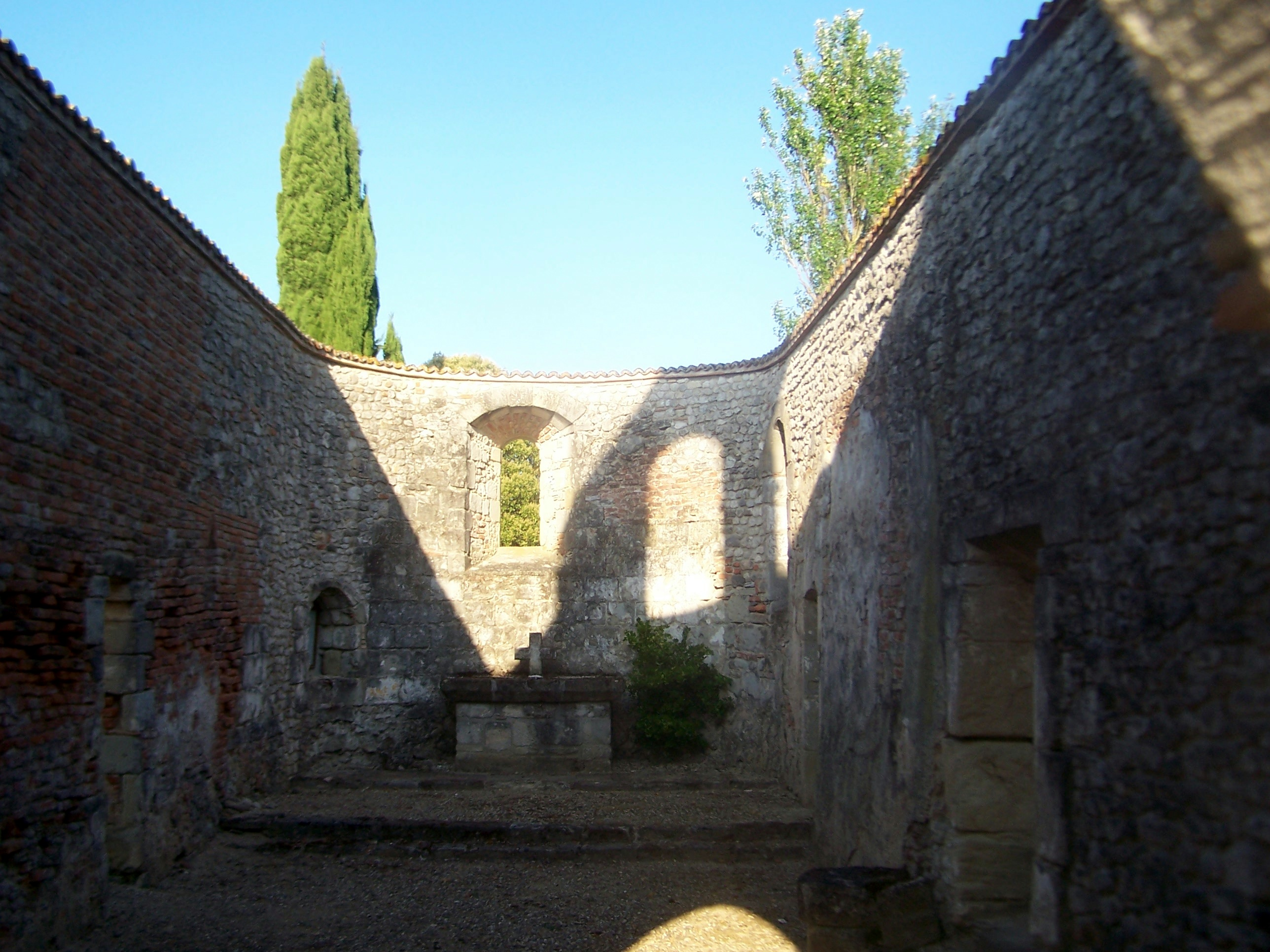
Nef de l'église Sainte-Croix (juillet 2015)
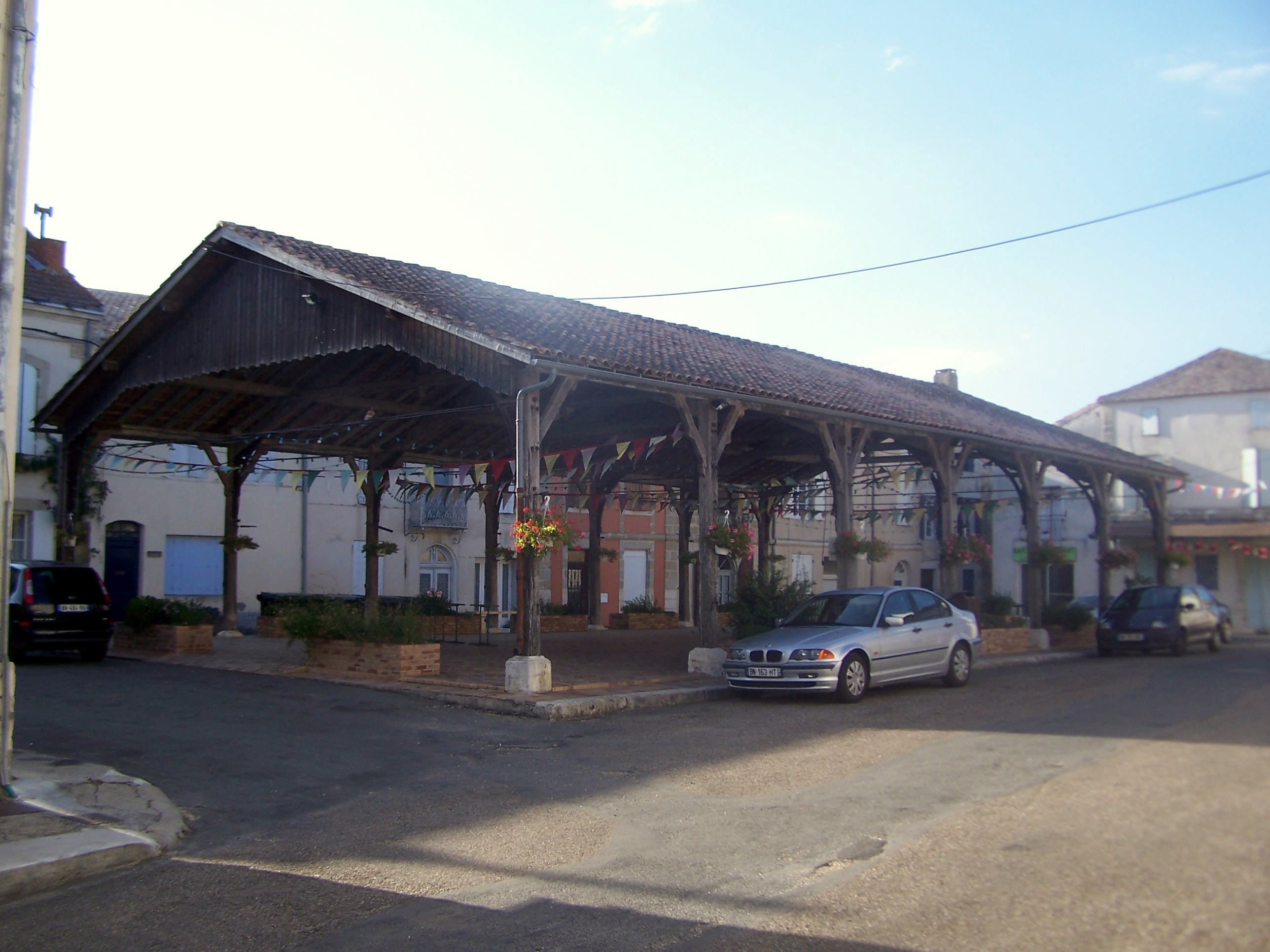
La halle (juillet 2015)
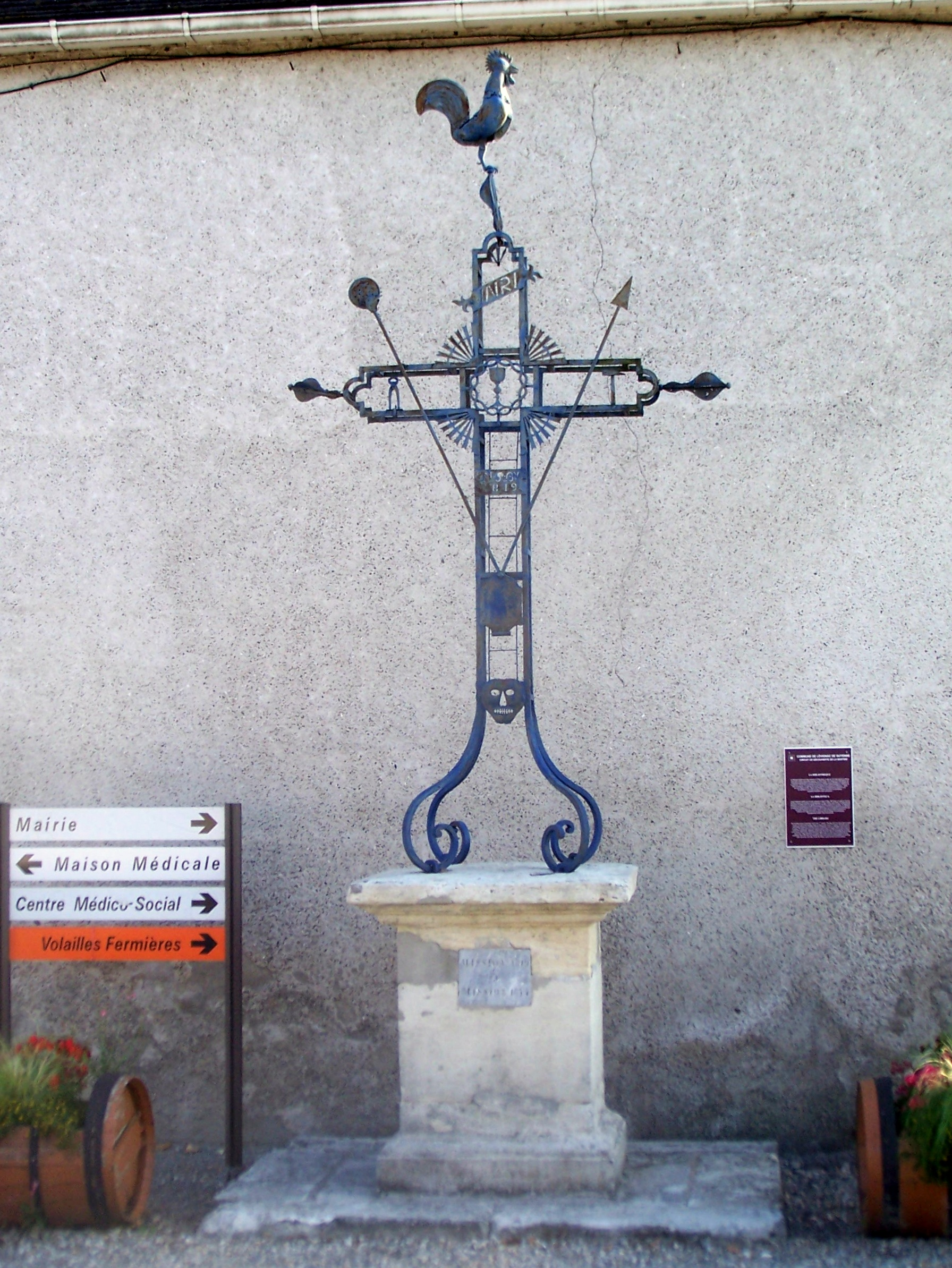
La croix de mission (juillet 2015)
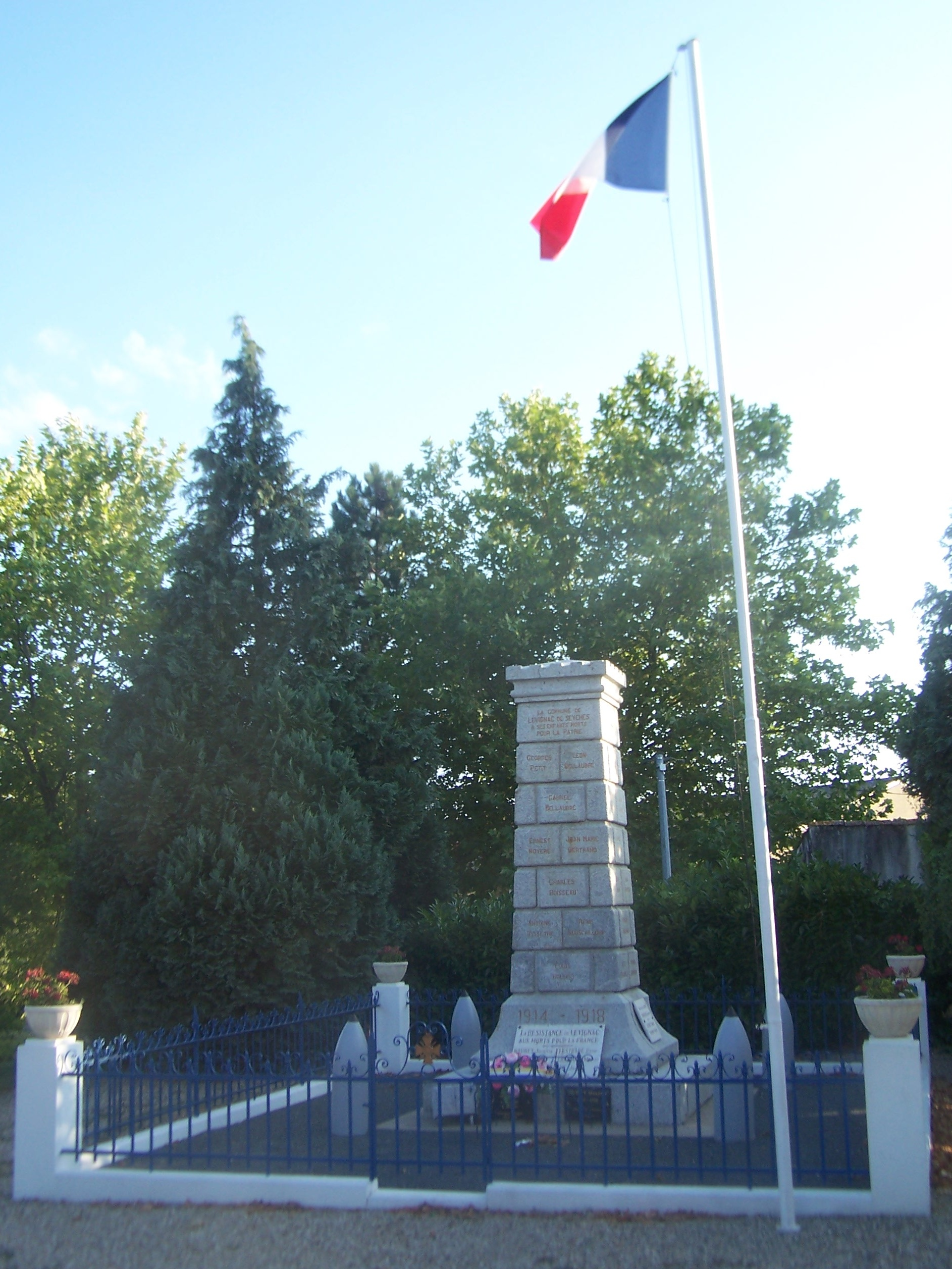
Le monument aux morts (juillet 2015)

### Personnalités liées à la commune
- Léo Melliet, né à Lévignac en 1843, membre du conseil de la Commune de Paris, député de Lot-et-Garonne (1898-1902).